# St Olaf's Church (Lunda Wick)
St Olaf's Church is de ruïne van een twaalfde-eeuwse kerk, gelegen aan de kust bij Lunda Wick, vijf kilometer ten noordwesten van Uyeasound, op het Shetlandse Unst (Schotland).

## Beschrijving
St Olaf's Church is een rechthoekige kerk, gebouwd in de twaalfde eeuw. Het oostelijke deel van de kerk is gebouwd op oudere fundamenten. De kerk heeft kleine ramen en een ingang in de westgevel met een half ronde boog. In de onderzijde van het bovenste deel van het kozijn van het oostelijke raam in de zuidmuur is een vis gekerfd.
Vanaf 1785 werd de kerk niet meer gebruikt voor religieuze activiteiten. De begraafplaats om de kerk is aan het begin van de 21e eeuw nog steeds in gebruik. In 2007 werd de begraafplaats uitgebreid.

## Graven

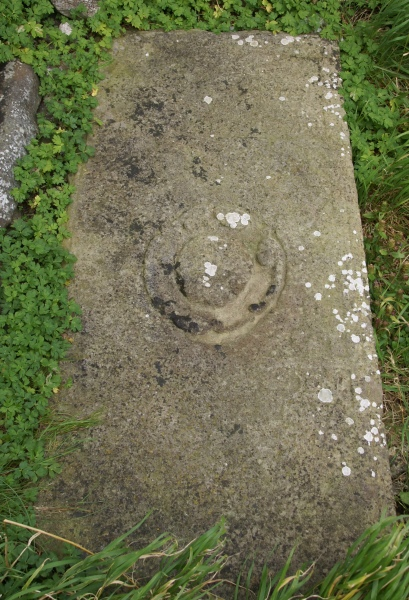
Graf uit 1573 van Segebad Detken uit Bremen.

In en om de kerk liggen verscheidene graven. In de kerk liggen onder andere de graven van de familie Mouat of Garth.

Verder liggen er op het terrein de geërodeerde grafstenen van twee kooplieden van de Hanze uit Bremen. Eén grafsteen ligt in de kerk, de ander ligt ten oosten van de kerk. Deze laatste steen toont op het bovenste deel de initialen van de overledene en vermoedelijk zijn wapen; daaronder staat de volgende inscriptie in Nederduits:
ANNO 1585 DEN Z5 IVLII
VP S IACOBI IS DE EHRBARE
VND VORNEHME HINRICK
SEGELCKENDE OLDER VTH
DVDESCHLANT VND BORGER
DER STADT BREMEN ALHIR
IN GODT DEM HERN ENTSCHL
APN DEM GODT GNEDICH IS
Vrij vertaald: In het jaar 1585 is op 25 juli, de dag van St. Jacob, de eerbare en voorname Hinrick Segelckende de oudere uit Duitsland en burger van de stad Bremen hier in God de Here ontslapen; moge God hem genadig zijn.

Op de grafsteen die aan de noordzijde van de westelijke ingang in de kerk ligt, staat de inscriptie in Nederduits:
HIR LIGHT DER EHRSAME
SEGEBAD DETKEN BVRGER
VND KAUFFHANDELER ZU
BREMEN [HE] HETT IN DISEN
LANDE SINE HANDELING
GEBRUCKET 5Z IAHR
IST [ANNO 1573] DEN
ZO AUGUSTI SELIGHT
IN UNSEN HERN ENT
SCHLAPEN DER SEELE
GODT GNEDIGH IST
Vrij vertaald: Hier ligt de eerzame Segebad Detken, burger en koopman van Bremen, die gedurende 52 jaar in dit gebied handel dreef; hij is in het jaar 1573 op 20 augustus zalig ontslapen, moge God zijn ziel genadig zijn. Halverwege de steen staat een wapen.